# 炉霍小檗
炉霍小檗（学名：Berberis luhuoensis），为小檗科小檗属下的一个植物种。